# Apian-Bennewitz
Apian-Bennewitz, auch Apian von Bennewitz oder Apianus von Bennewitz ist der Name einer deutschen Adelsfamilie. Der ursprüngliche Name Bennewitz bzw. Bienewitz („Biene-witz“ im Sinne von „Bienen-dorf“) wurde dabei zu Apian übertragen: Apianus stellt die latinisierte Form dar (lateinisch apis: „Biene“).

## Geschichte
Die vier Brüder Peter Apian, Gregor, Niklas und Georg, die am 20. Juli 1541 von Kaiser Karl V. in den Reichsadelsstand erhoben wurden, waren Söhne der Gertrud und des Martin Bennewitz, der in Leisnig am Markt ein Haus und zudem das Bauerngut Tautendorf besaß.
Im Adlesdipolm heißt es unter anderem:

„So haben Wir mit Wohlbedachten Muth, guten Rath und rechten Wißen, Demſelben Petero Apiano seyn Alt Wappen und Kleynoth damit Er hiebevorn von Unß Begabet und Vorsehen worden, geändert, gezieret, und gebeßert, Auch Ihme, und Um seines Verdienstes Willen Gregorien, Nikolaßen und Georgen den Bennewitzen seinen Brüdern, gegönnet und Erlaubet, Von neuen Guediglichen Vorliehen und gegeben haben, da selbe nach geschriebener gestald zu führen und zu gebrauchen,“

## Wappen
Das Wappen zeigt in Gold innerhalb eines Kranzes blau–silberner Wolken den doppelköpfigen schwarzen Reichsadler. Auf dem gekrönten Helm mit schwarz-goldenen Helmdecken das Schildbild.

„Mit Rahmen Einen gelben oder Goldfarbenen Schild, stehente darinnen aufrechts in einen Blauen oder lasurfarbenen Rodunten oder gescheibten Gewulcken ein schwartzer Adler mit zweyen Köpffen, aufgethanen Flügeln, ausgebreiteten Schwantz, außgereckten Füßen, gelben
Schnabel, und Klauen und ausgeschlagenen rothen Zungen, die Köpfe mit gelben oder goldfarbenen Diaten gekrönet, auf dem Schild ein Torniers Helm mit gelber oder Goldfarbener und schwarzer Helmdecken gezieret, darauf eine gelbe oder Goldfarbene Königs Crone, entsringende daraus ein schwartzer Adler in einen Blauen Gewölcke allermaßen wie im Schild geschickt, und dann solch Wappen und Kleinoth“

## Angehörige

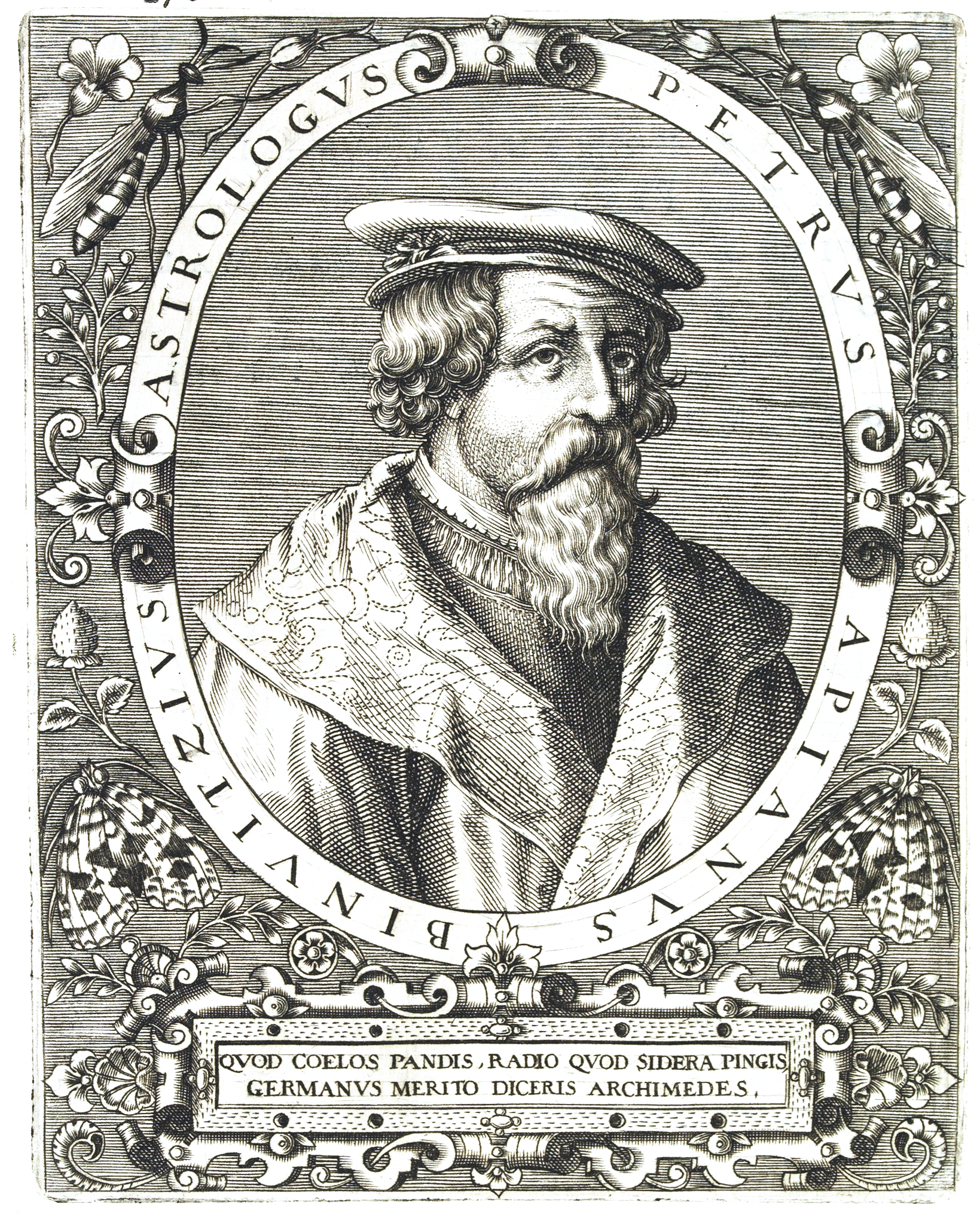
Peter Apian (1495–1552)
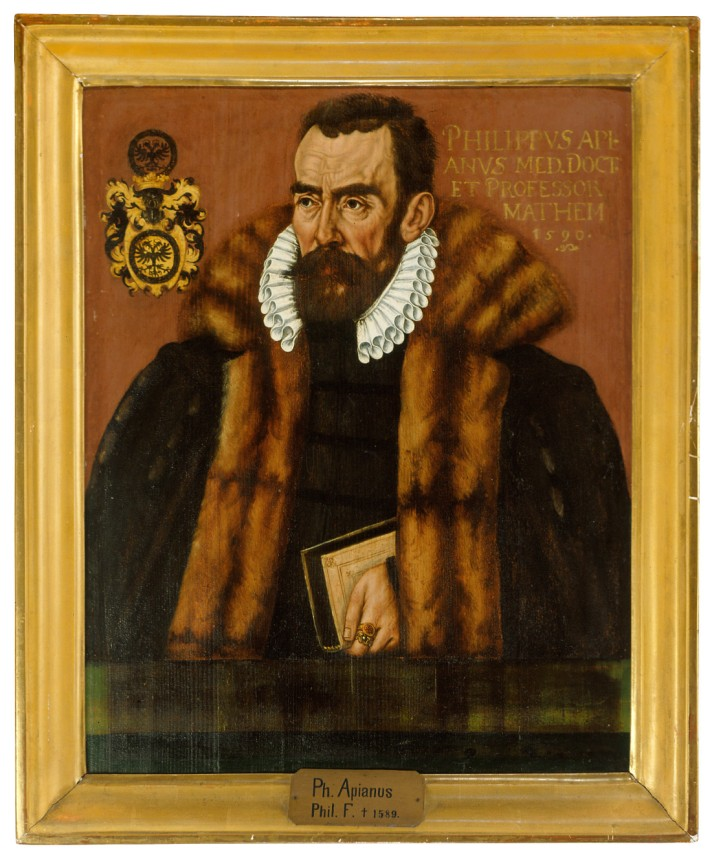
Philipp Apian (1531–1589)
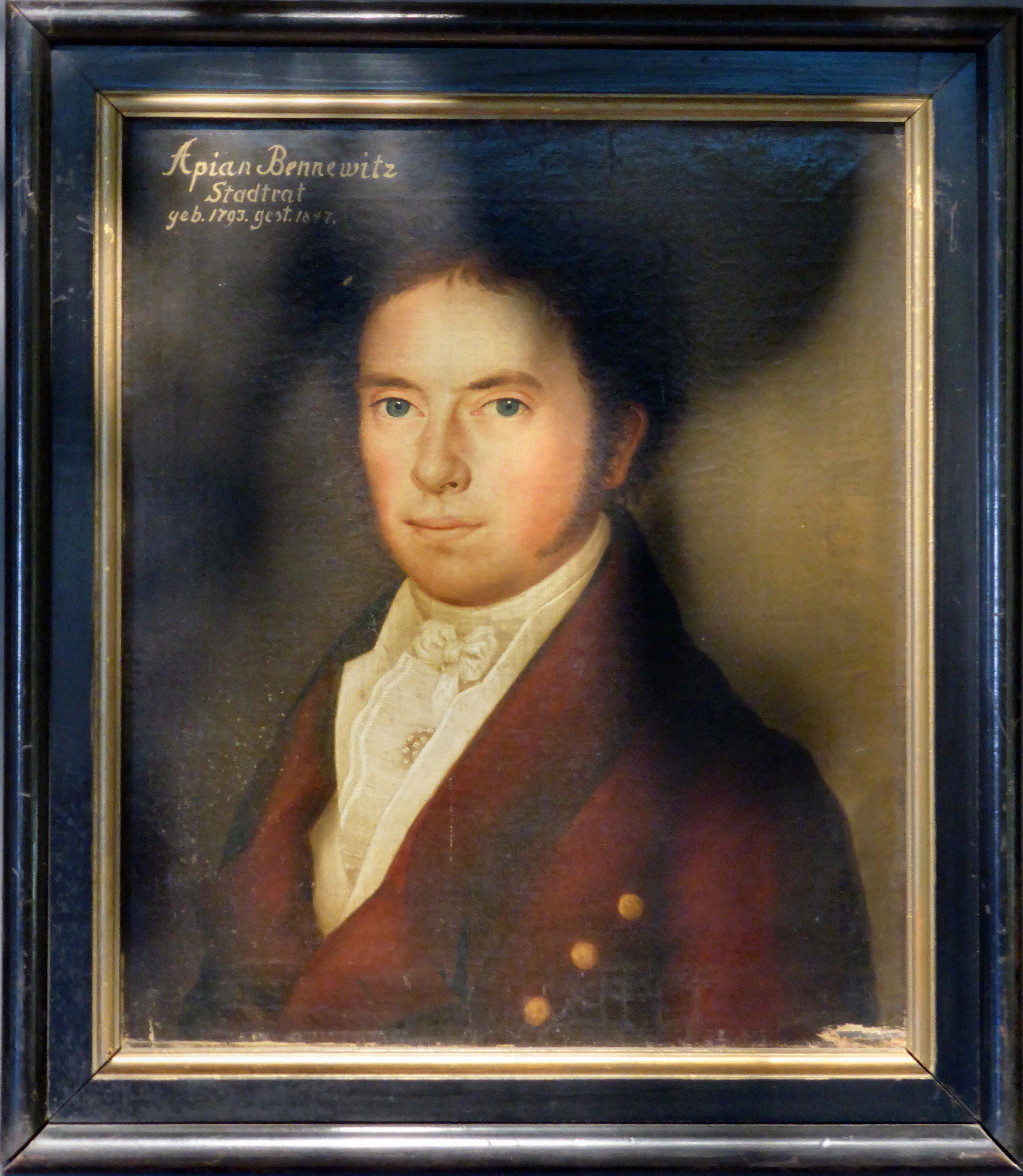
Carl Gottlob Friedrich Apian-Bennewitz (1793–1847), Stadtrat in Zschopau/Sachsen

- Georg Apian († um 1548), auch Georg Apianus sowie Georg Bienewitz oder Bennewitz, deutscher Buchdrucker und Verleger des 16. Jahrhunderts, der auch als Formschneider und Visierer tätig war. Er immatrikulierte sich am 24. Mai 1522 als „G. Benebitz von Leißnick“ in Ingolstadt und war vermutlich der Werkführer der Apianusdruckerei in Ingolstadt.
  - Martin Apianus († um 1570) übernahm 1548 die Druckerei seines Vaters
- Niklas oder Nikolas Apian
- Gregor Apian
- Peter Apian (21. April 1501 – 21. April 1552), auch Peter oder Petrus Apianus sowie Peter Bienewitz oder Bennewitz, deutscher Renaissancegelehrter ⚭ 1526 mit Katharina († 6. Juli 1574), einer Tochter des Landshuter Ratsherrn Mosner. Das Paar hatte 14 Kinder, 9 Söhne und 5 Töchter, von denen vermutlich einige jung starben.
  - Philippus I. Apian (†)
  - Theodor oder Theodorus Apian († 1613) studierte die Rechte und wurde am 6. September 1566 als Assessor am Reichskammergericht zu Speyer vereidigt.
  - Timotheus Apian († 1562), deutscher Landvermesser des 16. Jahrhunderts
  - Philipp Apian (1531–1589), auch Philipp Apianus, deutscher Mathematiker, Arzt und Kartograph
    - Sabina Apian ⚭ Sigismund Durfeld

  - Carolus oder Karl Apian († 9. Mai 1600), auch Carolus Apianus von und zu Ittlhoven, Grundherr der Hofmark Ittelhofen ⚭  Ursula (geborene. Castner; † 1. Mai 1601).
  - Claudius Apian oder Claudius Apianus von und zu Ittelhoven († 30. August 1590).[3]
  - Corona Apian
  - Regina Apien

sowie:
- Carl Gottlob Friedrich Apian-Bennewitz (1793–1847), Stadtrat in Zschopau/Sachsen
- Paul Otto Apian-Bennewitz (1847–1892), Organist und Lehrer, Begründer des Musikinstrumenten-Museums Markneukirchen
- Paul Georg Apianus Bennewitz (* 12. September 1849) Chemiker
- Maximus Valerius Apianus von Bennewitz († 1914) war bis zu seinem Tod der Inhaber der Firma M. Apian-Bennewitz, Papierwarenfabrik in Leipzig.
- Frieda Margarethe Apian-Bennewitz (verehelichte Heydecke, geschiedene Uhlmann), übernahm 1914 die Firma M. Apian-Bennewitz, die im Jahr 2010 erloschen ist.

## Rezeption
- Johann Georg Theodor Grässe Das Wappen der Bienewitze. In: Der Sagenschatz des Königreichs Sachsen. Band 1. S. 310   (Volltext [Wikisource]).
- Krater Apianus (26° 9' S, 7° 9' O) auf dem Erdmond, benannt nach Peter Apian
- Asteroid (19139) Apian, benannt nach Peter Apian